# Vedaganga
Vedaganga és un riu de l'Índia al Dècan a l'estat de Karnataka. És un afluent del Dudhganga, el qual al seu torn és afluent del Kistna per la seva riba dreta, a 16° 35′ N, 74° 42′ E / 16.583°N,74.700°E.